# Ressano Garcia
Ressano Garcia és una vila i posto de Moçambic, situat al districte de Moamba a la província de Maputo. En 2007 comptava amb una població de 7.689 habitants. rep el seu nom en homenatge a l'enginyer i polític portuguès Frederico Ressano Garcia. És un conegut nus ferroviari del CFM Sul que enllaça amb Komatipoort (Sud-àfrica), a la frontera entre Moçambic i Sud-àfrica.

## Economia
Una central elèctrica de gas va començat a operar el 2014. La planta d'energia és co-propietat d'EDM i Sasol. Rep el combustible per gasoducte des dels jaciments de gas de Pana a l'est de Moçambic. La primera planta té una capacitat de generació de 175 MW.

## Galeria

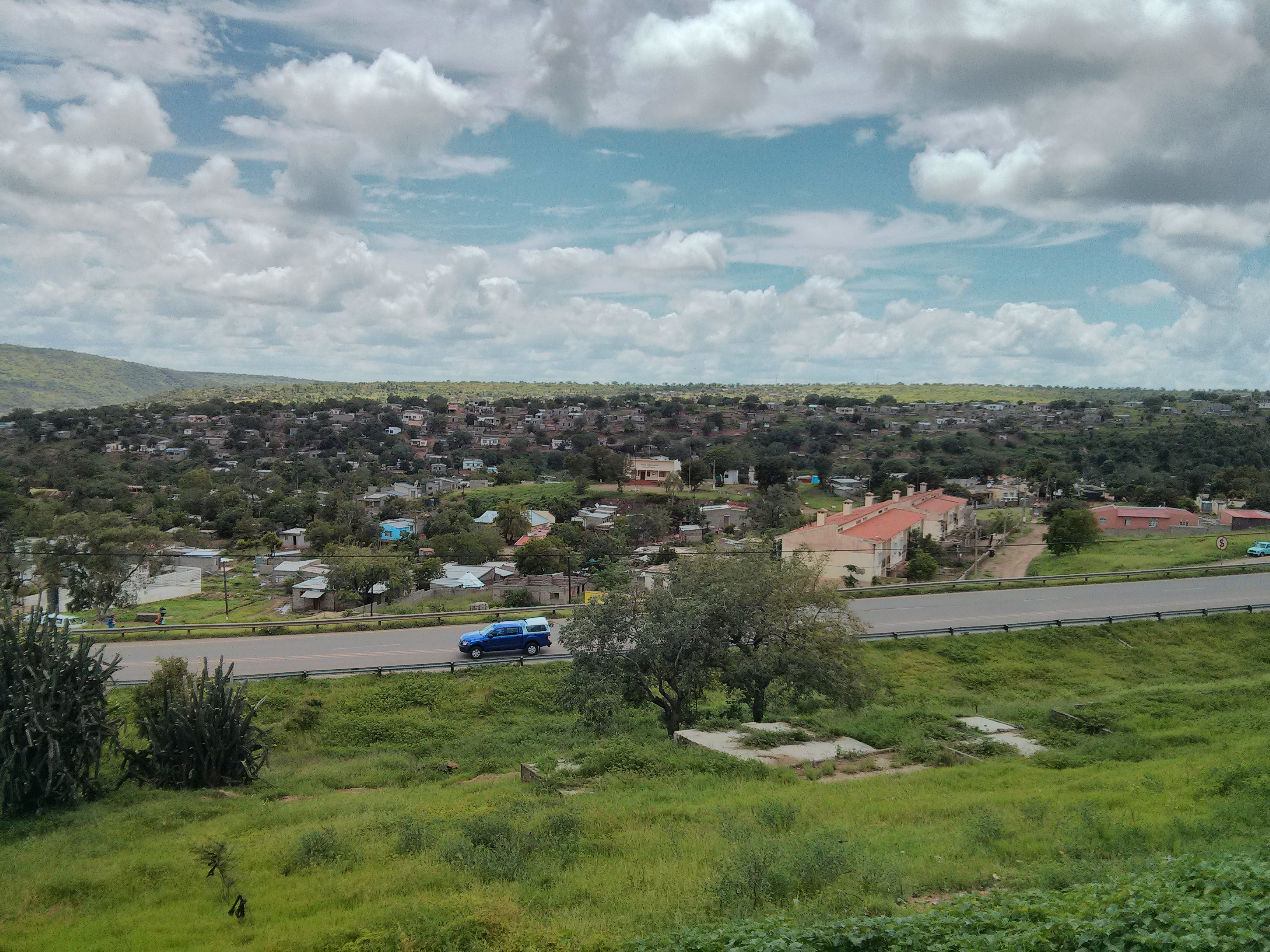
Ressano Garcia
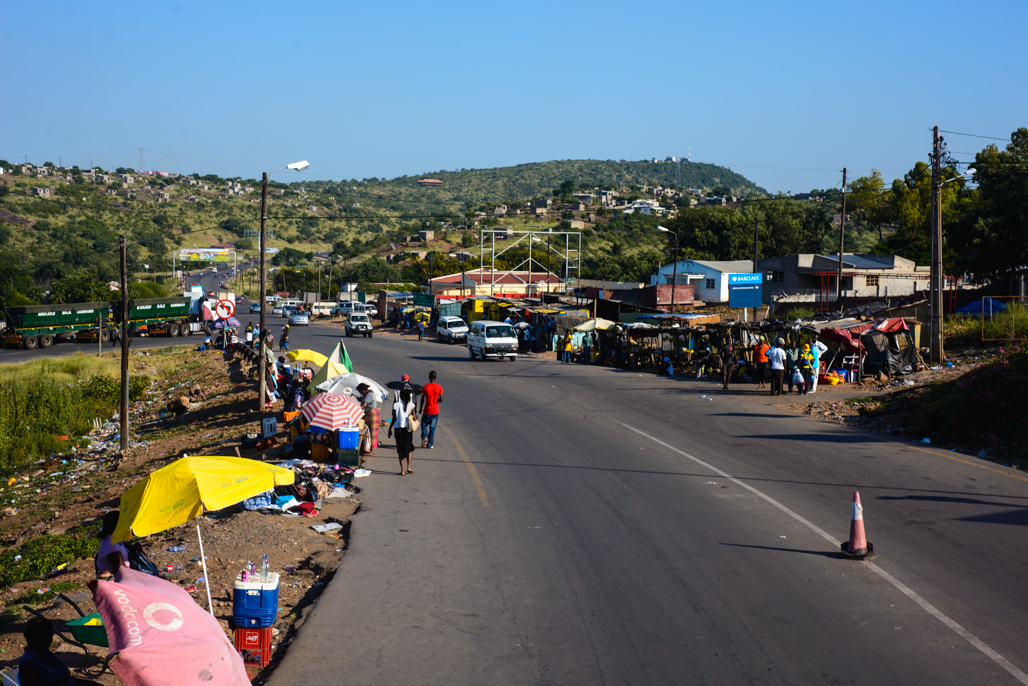
Pas fronterer